# Алон, Гдалия
Гдалия Алон (Рогозницкий; (1902, Кобрин — 17 марта 1950, Иерусалим) — израильский историк. Исследователь Талмуда и истории эпохи Второго Храма.

## Биография
Родился в Кобрине в семье раввина Нахмана Рогозницкого. Учился в нескольких иешивах, в том числе (с 1913) в известной Слободской иешиве; в 1917 вернулся в Кобрин. После опубликования Декларации Бальфура (1917) занялся сионистской деятельностью; основал в своем городе школу национально-религиозного типа под названием «Хеврон» с преподаванием на иврите. В 1922 окончил среднюю школу на идише в Вене. В 1924 отправился в Берлин, где один год проучился в Берлинском университете и раввинской семинарии. В 1926 поселился в Иерусалиме и был в числе первых выпускников Еврейского университета (1931), где затем преподавал Талмуд и еврейскую историю.
Служил в Хагане, в 1936 году был командиром роты. Во время войны за независимость участвовал в боях за Иерусалим.
В 1957-58 гг. было опубликовано двухтомное собрание научных работ Аллона «Мехкарим бе-толдот Исраэль би-иемей Байт шени у-ви-ткуфат ха-Мишна ве-ха-Талмуд» («Исследования истории еврейского народа в эпоху Второго храма и в эпоху Мишны и Гемары», 1957-58).

В 1953 он был посмертно удостоен Государственной премии Израиля по иудаике за свою изданною посмертно монографию «Толдот ха-иехудим бе-Эрец-Исраэль би-ткуфат ха-Мишна ве-ха-Талмуд» (1953-56; в русском переводе «История евреев в Эрец-Исраэль в талмудическую эпоху», Иерусалим, издательство «Библиотека-Алия», 1994)